# 済生会鹿児島病院
済生会鹿児島病院（さいせいかいかごしまびょういん）は、社会福祉法人恩賜財団済生会支部鹿児島県済生会が、鹿児島県鹿児島市南林寺町に設置する病院。

## 沿革
（この節の出典）
- 1930年（昭和5年）12月 - 現在地に鹿児島診療所開設
- 1945年（昭和20年）6月 - 戦災により焼失､鹿児島市武町同胞援護会母子寮内一室で臨時診察
- 1947年（昭和22年）3月 - 現在地に同規模で再建復旧
- 1948年（昭和23年）2月 - 病院へ昇格､鹿児島病院(22床)と改称
- 1995年（平成7年）1月 - なでしこ訪問看護ステーション開設
- 1997年（平成9年）8月 - 済生会鹿児島地域福祉センター開設

## 診療科
- 内科
- 呼吸器科
- 消化器科
- 循環器科
- 泌尿器科
- 放射線科
- 渡航前外来・大人のワクチン外来 - 2012年12月、南九州では初めてとなる本格的なトラベルクリニックとして開設された[2]。

## 医療機関の指定・認定
（下表の出典）
| 保険医療機関                           |
| 労災保険指定医療機関                   |
| 指定自立支援医療機関（更生医療）       |
| 生活保護法指定医療機関                 |
| 原子爆弾被害者一般疾病医療取扱医療機関 |
| 特定疾患治療研究事業委託医療機関       |
| 無料低額診療事業実施医療機関           |
| 在宅療養支援病院                       |

- 救急告示病院[4]
- このほか、各種法令による指定・認定病院であるとともに、各学会の認定施設でもある。

## 交通アクセス
- 鹿児島市電第一期線「新屋敷電停」より徒歩５分[5]
- 鹿児島市電第一期線「天文館電停」より徒歩８分[5]